# Sascha Grammel

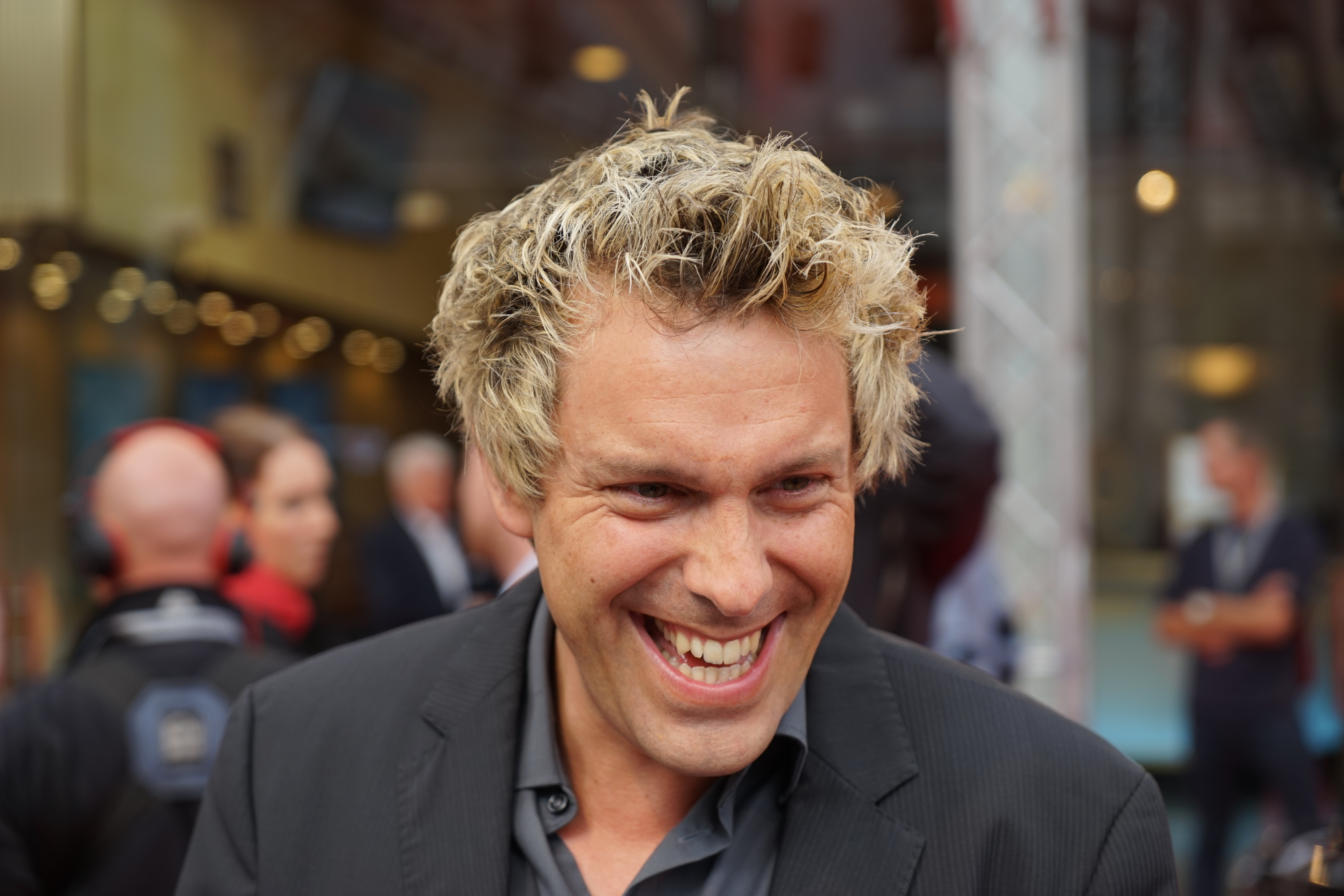
Sascha Grammel bei der Premiere des Films Der 7bte Zwerg, 2014

Sascha Grammel (* 19. Februar 1974 in West-Berlin) ist ein deutscher Comedian, Puppenspieler und Bauchredner.

## Leben
Sascha Grammel, geboren als Sohn eines Kürschners und einer Sekretärin im Berliner Bezirk Charlottenburg und aufgewachsen in Hakenfelde, trat früh der Jugendgruppe des Magischen Zirkels Berlin bei; im Alter von 18 Jahren wurde er Mitglied des Erwachsenenzirkels. Neben seiner Ausbildung zum Zahntechniker, den Beruf übte er bis 1997 aus, gründete er mit Martin Sierp und Timothy Trust 1992 das Zaubertrio DIE ZAUdERER, mit dem er zahlreiche Auszeichnungen erhielt. Grammel entwickelte einen eigenen, von Selbstironie, Wortspiel und Poesie geprägten Stil, den er Puppet-Comedy nennt und der Elemente der Comedy mit Puppenspiel, Bauchreden und Zauberei vereint.
Seit 1997 tritt Grammel öffentlich auf. Mit seinem abendfüllenden Solo-Programm Hetz mich nicht, das von RTL am 5. Februar 2011 nach 23 Uhr ausgestrahlt wurde und dabei eine höhere Zuschauerquote erreichte als das am selben Abend zur Prime Time gesendete DSDS, tourte er bereits durch Deutschland. Bestimmende Figuren des Programms sind neben dem frechen, extrem schielenden und arg gerupft wirkenden „Adler-Fasan“ Frederic Freiherr von Furchensumpf die als Geldautomat arbeitende, schüchterne Schildkröte Josie und der leicht vertrottelte Ernährungswissenschaftler und (doppelte) „Hamburger“ Prof. Dr. Peter Hacke. 2009 nahm Universal Music Grammel unter Vertrag und zeichnete sein Soloprogramm im Quatsch Comedy Club Berlin auf. Die DVD erschien im Januar 2012 und erreichte Platz 1 der Comedy-Verkaufscharts. Mit Ausschnitten daraus trat Grammel auch bei der Show Verstehen Sie Spaß? auf. Am 22. März 2010 zeigte Grammel sein Soloprogramm am Deutschen Theater München. Im selben Jahr trat er zweimal in der am Samstagabend vom Ersten ausgestrahlten Fernsehshow Frag doch mal die Maus auf: Am 8. Mai 2010 mit Frederic Freiherr von Furchensumpf und am 25. Oktober mit der Schildkröte Josie.
Der General-Anzeiger urteilte über sein Programm Ein Abend voller Höhepunkte, ein Triumphzug als „überwältigende Demonstration überschäumenden Talents“ und die Nordhannoversche Zeitung fasste zusammen: „Fröhlich, erfrischend, selbstironisch.“
Ab Februar 2013 tourte Sascha Grammel mit seinem neuen Soloprogramm KEINE ANHUNG durch Deutschland. Die gleichnamige DVD/Blu-ray wurde in der Stadthalle Wuppertal aufgezeichnet und am 7. Juni 2013 veröffentlicht.
Im Januar 2016 hatte sein drittes Solo-Programm Ich find's lustig! Premiere.
Grammel ist Gründer des Benefiz-Projektes LACHEN TUT GUTes!, mit dem er unter anderem die Initiative Rote Nasen – Clowns im Krankenhaus unterstützt.
Grammel lebt in Berlin.

## Tourneen

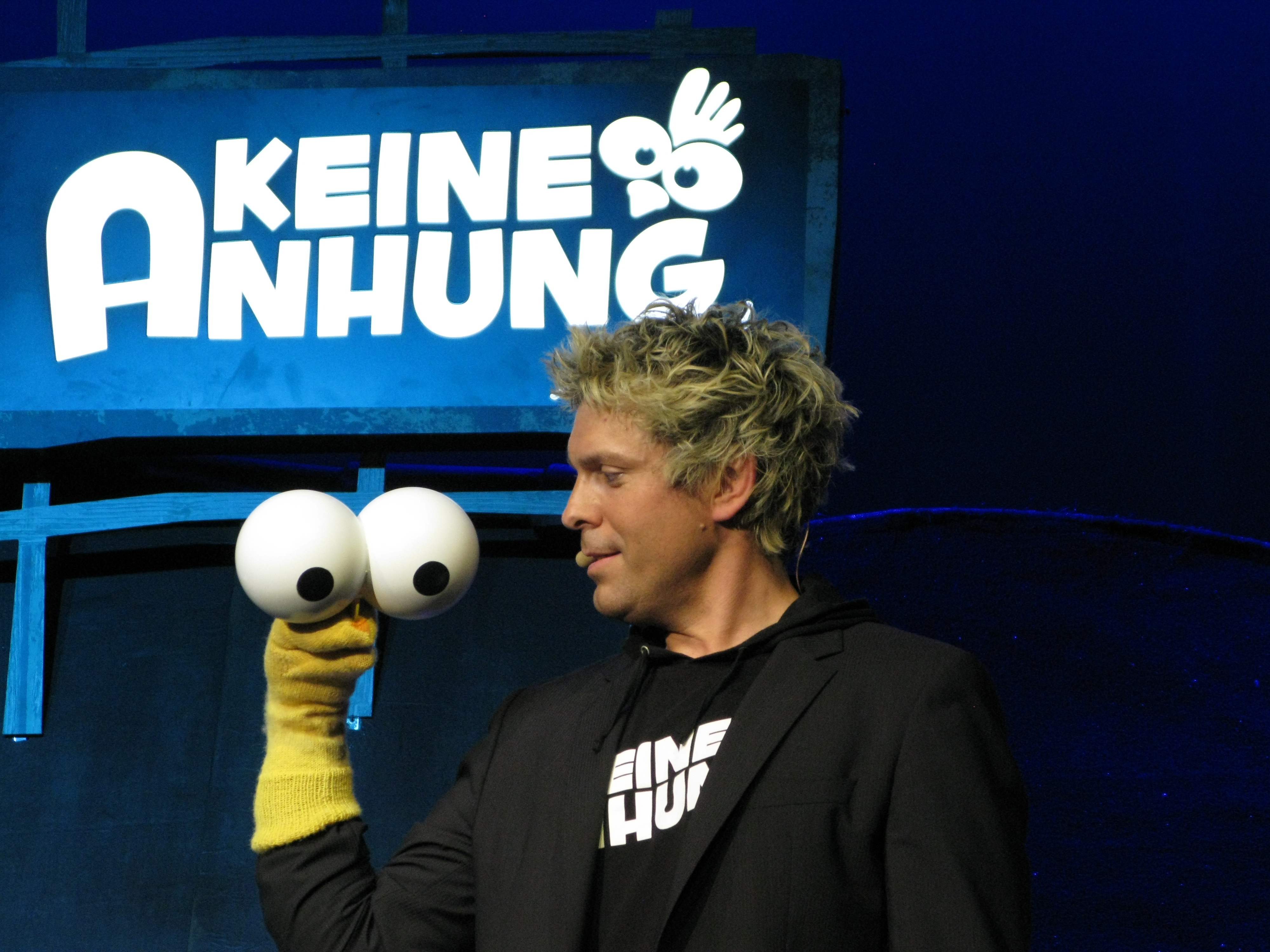
Sascha Grammel mit seiner Puppe Außer Rüdiger, 2013

- 2010: Hetz mich nicht!
- 2013: Keine Anhung
- 2016: Ich find’s lustig
- 2019: Fast fertig
- 2023: Wünsch dir was[12]

## Veröffentlichungen
- Hetz mich nicht! (DVD, 2010, DE: ×3Dreifachplatin )[14]
- Das Hacke-Peter-Prinzip: Wer mehr isst, als er trinken kann, kann öfter auf die Toilette, als er muss! (Rowohlt-Taschenbuch-Verlag Reinbek 2012. ISBN 3-499-62999-2)
- Keine Anhung (DVD/Blu-ray, 2013, auch in deutscher Gebärdensprache, DE: ×2Doppelplatin )
- Ich find’s lustig (DVD/Blu-ray, 2016, DE: Platin)
- Fast Fertig (DVD/Blu-ray, 2019, DE: Gold)
- Wünsch dir was (DVD/Blu-ray, 2024)

## Filmografie
- 2014: Der 7bte Zwerg (Synchronstimme)
- 2021: Ein Junge namens Weihnacht (Synchronstimme)

## Fernsehauftritte (Auswahl)
- Tietjen und Hirschhausen (NDR): 23. Oktober 2009, 3. Mai 2013 und 27. Juni 2015
- FunClub (RTL 2): 18. März 2010, 12. April 2010 und 14. Juni 2010
- TV Total (ProSieben): 29. März 2010[15]
- Volle Kanne (ZDF): 3. Juni 2010
- Verstehen Sie Spaß? (Das Erste): 23. Oktober 2010, 22. Juni 2013 und 27. Dezember 2014
- Kerner (Sat.1): 9. Dezember 2010
- Willkommen bei Mario Barth (RTL): 22. Mai 2010 und 8. Januar 2011
- Hetz mich nicht! – Die Solo-Show (RTL): 5. Februar 2011 (mit zahlreichen Wiederholungen)
- NDR-Talkshow (NDR/RBB/HR): 23. November 2012
- Die Bülent Ceylan Show (RTL): 28. September 2013[16]
- Keine Anhung! – Die Solo-Show (RTL): 18. Oktober 2013 (mit zahlreichen Wiederholungen)
- Riverboat (MDR/RBB): 1. November 2013
- Willkommen bei Carmen Nebel (ZDF/ORF): 23. November 2013 und 20. Mai 2017
- Spätschicht – Die Comedy Bühne (SWR): 17. Dezember 2013, 3. Januar 2014 und 5. August 2016
- Quatsch Comedy Club (ProSieben): 12. Februar 2012 und 11. Januar 2014
- Gruenwald Freitagscomedy (BR): 11. März 2014
- Die Helene Fischer Show (ZDF/ORF/SRF): 25. Dezember 2014
- Sascha Grammel live! Ich find’s lustig (RTL): 18. November 2016
- Die Bülent Ceylan Show (RTL) 3. März 2017

## Auszeichnungen

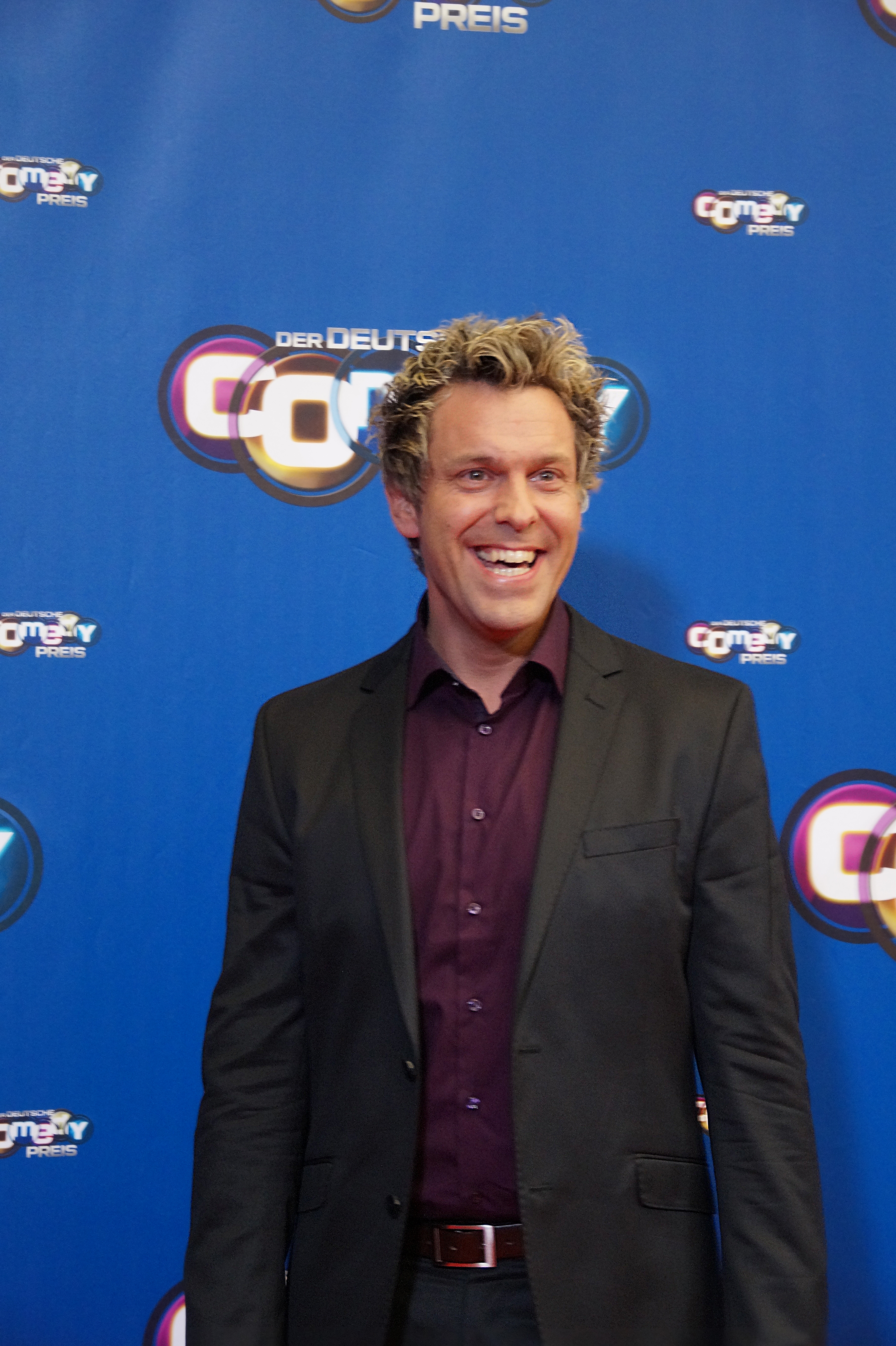
Sascha Grammel beim Comedypreis 2016 in Köln

- 2007 und 2010: Publikumspreis Lindener Spezialist
- 2010: Das große Kleinkunstfestival, Publikumspreis
- 2010: zweiter Platz und Publikumspreis beim Hamburger Comedy Pokal
- 2010: Tuttlinger Krähe, erster Preis und Publikumspreis
- 2011: Bravo Otto in Silber, Kategorie Comedian
- 2011: Deutscher Comedypreis als bester Newcomer
- 2013: Bambi in der Kategorie Comedy (Publikumspreis)
- 2014: Deutscher Comedypreis in der Kategorie Bestes TV-Soloprogramm Keine Anhung
- 2015: Radio Regenbogen Award in der Kategorie Comedy[17]
- 2017: Deutscher Comedypreis in der Kategorie Bestes TV-Soloprogramm für sein Liveprogramm „Ich find‘s lustig“ (RTL)[18]
- 2021: Das große Kleinkunstfestival Berlin-Preis[19]